# Йон Хьон Мук
Йон Хьон Мук (кор. 연형묵, 延亨默, Yeon Hyeongmuk, Yŏn Hyŏngmuk; 3 листопада 1931 — 22 жовтня 2005) — північнокорейський політик і партійний діяч, сьомий голова уряду КНДР. На піку своєї політичної кар'єри він був найважливішою людиною в державі після членів династії Кім на чолі з лідером Кім Ір Сеном.

## Життєпис
Деталі про його дитинство невідомі. Відомо, що у 50-х роках він поїхав на навчання до Чехословаччини. Після повернення в країну він розпочав політичну діяльність в Трудовій партії Кореї, яка після закінчення війни в Кореї в 1953 році стала вищою урядовою партією в КНДР. Він пережив численні чистки, організовані Кім Ір Сеном, і в 1968 році як один з його найнадійніших соратників став секретарем Центрального комітету Корейської робітничої партії.
У 1970-х він зміцнив свої позиції в партії. На початку 1980-х він став членом Політичного бюро ЦК КРП, а в 1989 році замінив Лі Гун Мо на посаді прем'єр-міністра. Водночас він був міністром важкої промисловості. Потім він був занесений до числа 3-4 в ієрархії влади в КНДР, незабаром після Кім Ір Сена та міністра оборони.
Крім того, він також займався відносинами з Південною Кореєю. Під час його візиту до Сеулу 10-13 грудня 1991 р. було підписано угоду про ненапад, обмін членами сім'ї, розлученими в результаті поділу Корейського півострова, примирення та співпраці. Йон Хонг Мук очолив делегацію північнокорейських переговорників, яка спільно з представниками Півдня працює над змістом цієї угоди, яка називається Основною угодою Південь-Північ. До кінця 90-х років він залишався найважливішою фігурою в діалозі про об'єднання з боку Північної Кореї.
На початку останнього десятиліття стан його здоров'я погіршився. З цього моменту він не здійснював фактичної влади в державі, здійснюючи політичні функції лише офіційно. Він захворів на рак підшлункової залози, у 2004 році він лікувався в ексклюзивній клініці, призначеній головним чином для кремлівських чиновників у Кунцевому під Москвою. Він помер у жовтні 2005 року у віці майже 74 роки.